# ノースウェスタン・ミシガン・カレッジ
ノースウェスタン・ミシガン・カレッジ（英: Northwestern Michigan College）はミシガン州トラバースシティ市に拠点を置くアメリカ合衆国のコミュニティ・カレッジである。1951年に創立した。2010年現在の学生数は5100人。